# Čínsko-singapurské ekologické město Tchien-ťin
Čínsko-singapurské ekologické město Tchien-ťin (SSTEC, čínsky pchin-jinem Zhōng-Xīn Tiānjīn Shēngtài Chéng, znaky zjednodušené 中新天津生态城, tradiční 中新天津生態城) je výsledek spolupráce mezi vládami Číny a Singapuru, která vedla ke společnému vývoji města šetrného k životnímu prostředí, které klade důraz na využití obnovitelné energie, recyklaci a zároveň na přístupnost všem sociálním třídám.

## Přehled
Čínsko-singapurské ekoměsto Tchien-ťin je navržené tak, aby bylo praktické. Má ukázat odhodlání obou zemí řešit problémy týkající se životního prostředí, šetření surovinami a energií, udržitelného rozvoje a zároveň sloužit jako modelový příklad pro vývoj dalších udržitelných měst v Číně.
Singapurská vláda v roce 2011 vytvořila komisi, která má za cíl zajistit podporu projektu a koordinaci agentur a aktérů podílejících se na výstavbě města. Vznik této komise poukazuje na důležitost celého projektu pro Singapur.

## Populace
Po dokončení celého projektu má ekoměsto Tchien-ťin poskytnout bydlení pro přibližně 350 000 obyvatel. Po pěti letech od začátku projektu mělo město pouze 6,000 obyvatel a postavenou desetinu z plánované rozlohy města. V roce 2018 mělo město celkem 100,000 obyvatel a 7,700 registrovaných firem a institucí. Dokončena je však stále pouze třetina města.

## Umístění
Město je umístěno 40 km od centra Tchien-ťinu a 150 km od Pekingu. Zároveň je 10 km od relativně nově postaveného okrsku Tchien-ťinu, který se nazývá Nový obvod Pin-chaj (TBNA) a ekonomicko-technologické rozvojové zóny (TEDA) Tchien-ťinu v Pin-chaji.
Celé město je stavěno na neúrodné ploše, která se po částech skládá z opuštěné pláže, slaného moře, vody a rybníka odpadních vod o velikosti 270 hektarů.

## Klíčové vlastnosti
Po celém městě má být umístěno velké množství zeleně. Nachází se však v oblasti s nízkými srážkami a město tak bude značnou část zásob vody čerpat z netradičních zdrojů jako je například odsolená voda.
Město má obsahovat také integrovaný systém, který bude sloužit k redukci, recyklaci a dalšímu využívání odpadu. Hlavním způsobem dopravy bude lehké metro, které bude doplněno dalšími sítěmi autobusů a tramvají. Díky těmto způsobům dopravy město výrazně redukuje uhlíkovou stopu.
Důležitou součástí města je také sociální harmonie. Ta má fungovat primárně díky veřejnému bydlení dotovanému městem, které pomůže nižším sociálním třídám k dostupnému bydlení a zároveň k integraci se zbytkem sociálních tříd. Město má být kompletně bezbariérové a tím vhodné i pro starší obyvatele, či pro obyvatele se sníženou pohyblivostí. Veřejná sociální zařízení a rekreační prostory budou umístěny blízko jednotlivých čtvrtí, což místním obyvatelům zjednoduší vzájemnou interakci.
Projekt bude respektovat místní dědictví nacházející se na půdě města a v jeho okolí. Dojde k zachování tisíc let starého kanálu Ťi-jün-che a zároveň k opětovnému využití již existujících vesnic, které se nachází v blízkosti nově stavěného města.
Mimo prezenci zelených budov se vedení města snaží také o vývoj pasivních domů. Největším projektem v tomto směru má být mrakodrap, který má patřit k nejvyšším pasivním domům na světě. Na jeho výstavbě se dohodlo vedení města s německou společností BASF. Pasivní dům má využívat až o 90 % méně energie na vytápění a chlazení, než je tomu u běžných domů.

## Klíčové ukazatele výkonnosti
Město má celkem 26 klíčových ukazatelů výkonnosti. Při jejich tvorbě se inspirovali standardy v Číně, Singapuru, ale i na mezinárodní úrovni.
Ukazatele výkonnosti tvůrci rozdělují na ekologické, ekonomické a sociální. Některé z důležitých cílů jsou zmíněny níže:
- Kvalita ovzduší - Kvalita ovzduší by měla odpovídat minimálně čínským standardům nazývaným National Ambient Air Quality Grade 2 alespoň 310 dnů v roce.
- Kvalita vody z kohoutků - Voda ze všech kohoutků by měla být pitná.
- Podíl zelených budov - Všechny stavby ve městě by měly odpovídat standardům zelených budov. Ty mají oproti běžným budovám nižší spotřebu energie a vody, minimalizují škodlivé dopady na své okolí a efektivně využívají materiálové zdroje.[10]
- Zelená doprava - město se snaží prosazovat přepravu s nízkými emisemi uhlíku, jako jsou například nemotorová vozidla, jízdní kola, chůze, nebo také veřejná doprava. Tyto způsoby by měly do roku 2035 zastupovat až 95 % veškeré dopravy.
- Bezbariérový přístup - město by mělo mít 100% bezbariérový přístup.
- Využití obnovitelné energie - obnovitelná energie by měla do roku 2035 představovat alespoň 25 % z celkové spotřeby města. Mezi zdroje obnovitelné energie by měla patřit solární, vodní a geotermální energie.
- Využití vody z netradičních zdrojů - do roku 2035 by alespoň 60 % ze zásob vody mělo být z netradičních zdrojů jako je například odsolená, či recyklovaná voda.
- Míra recyklace - do roku 2035 by mělo být možné recyklovat nejméně 70 % z celkového odpadu.
- Opakované využití odpadních vod - do roku 2020 by město mělo využívat 100 % z odpadních vod. Ta může sloužit například k zavlažování polí, zahrad, či další zeleně.

## Hlavní plán
Hlavní plán ekoměsta Tchien-ťin byl navržen za spolupráce Čínské akademie územního plánování a designu, Tchienťinského institutu územního plánování a designu a singapurského týmu zaměřeného na územní plánování.
Záměrem je, aby rozvoj města probíhal okolo jádra zachovaných mokřadů, které jsou přirozenou zásobárnou vody a zároveň mají význam pro existenci mnoha rostlin, živočichů a organismů. Hlavní centrum města má být umístěno blízko břehu řeky, která má mít komerční, kulturní a rekreační využití.
Základem fungování ekologického města je také síť zelené dopravy, která se skládá z nemotorových vozidel a veřejné dopravy. Lehké metro by mělo sloužit jako hlavní typ veřejné dopravy. Město bude dále napojeno na vysokorychlostní vlaky které budou propojeny s okolními městy. Výstavba vysokorychlostních vlaků se však opozdila a k začátku projektu došlo až v dubnu 2016. K propojení s Pekingem a Tchien-ťinem by tak mělo dojít nejdříve v roce 2020. Linka se zároveň napojí na tu již existující v Pin-chaji. 
Jednotlivá obchodní subcentra budou v každé příměstské oblasti poskytovat obyvatelům pracovní příležitosti a snižovat potřebu dojíždět daleko za prací. Město bude zároveň obsahovat například průmyslové parky, univerzitu a nemocnice, které přispějí k dlouhodobé ekonomické dynamice a udržitelnosti města. Projekt však po všech směrech neprobíhal podle plánu a ještě v roce 2014 obydlená část města neměla nemocnici, či nákupní centrum.

## Zahajovací ceremoniál
Zahajovací ceremoniál ekoměsta Tchien-ťin proběhl 28. září 2008. Singapurský ministr Goh Chok Tong a čínský předseda vlády Wen Ťia-pao tím tak oficiálně zahájili začátek výstavby města.